# Orlek
Orlek este o localitate din comuna Sežana, Slovenia, cu o populație de 169 de locuitori.